# Hollywood Vampires
Hollywood Vampires és el tercer àlbum oficial del grup de música, L.A. Guns. Publicat el 1991, la meticulosa producció dona a l'àlbum un so típic del període -- un sot total, amb moltes veus de fons que fan harmonia, guitarres accentuades i cançons addicionals amb teclat. L'àlbum comença amb un to fort amb la cançó "Over The Edge", que també va ser afegida a la pel·lícula Point Break, però l'àlbum està marcat pel Hard Rock, com "Kiss My Love Goodbye" i "My Koo Ka Choo". El grup aposta per les balades, amb "Crystal Eyes", "It's Over Now" i una cançó amb l'estil dels 50, "I Found You", intentant repetir el gran èxit del single, "The Ballad Of Jayne".

## Cançons
1. "Over The Edge"
2. "Some Lie 4 Love"
3. "Kiss My Love Goodbye"
4. "Here It Comes"
5. "Crystal Eyes"
6. "Wild Obsession"
7. "Dirty Luv"
8. "My Koo Ka Choo"
9. "It's Over Now"
10. "Snake Eyes Boogie"
11. "I Found You"
12. "Big House"
13. "Ain't The Same (Japan bonus track)"

## Formació
- Phil Lewis - Veus
- Tracii Guns - veus, guitarra, theremin
- Mick Cripps – veus, guitarra, teclat
- Kelly Nickels – veus, baix
- Steve Riley – veus, bateria, percussió